# Papurana papua
Papurana papua es una especie de anfibio anuro de la familia Ranidae.

## Distribución geográfica
Esta especie se encuentra hasta 1200 m sobre el nivel del mar en el norte de Nueva Guinea, así como en las islas de Waigeo y Manus.

## Etimología
El nombre de la especie le fue dado en referencia al lugar de su descubrimiento, Papua.

## Publicación original
- Lesson, 1826 : Voyage autour du Monde, Exécuté par Ordre du Roi, Sur la Corvette de Sa Majesté, La Coquille, pendant les années 1822, 1823, 1824 et 1825. p. 1-734.[6]